# 西里·阿伦·布查伦
西里·阿伦·布查伦（Siri Arun Budcharern；2002年1月12日—），老挝自由泳运动员。她参加了2016年夏季奥运会女子50米自由泳，并以32.55秒的成绩获得第76名。因半决赛需在预赛中进入前16名，她没有晋级。
奥运会之前，布查伦在万象一个米公共泳池中进行训练，该泳池的长度是奥运会规模场馆的一半。她不得不与上游泳课的孩子们共用游泳池，而泳池平臺上经常堆满聚会的啤酒瓶。